# Championnats d'Europe d'athlétisme en salle 1992
Navigation
Les 22e Championnats d'Europe d'athlétisme en salle se sont déroulés les 28 et 29 février 1992 au Palasport de Gênes, en Italie.

## Résultats

### Hommes
| Épreuves         | Or                                                   | Argent                                                         | Bronze                                                  |
| 60 m             | Jason Livingston Royaume-Uni 6 s 53                  | Vitaliy Savin Équipe unifiée de l’ex-URSS 6 s 54               | Michael Rosswess Royaume-Uni 6 s 62                     |
| 200 m            | Nikolai Antonov Bulgarie 20 s 41                     | Daniel Sangouma France 20 s 64                                 | Aleksandr Goremykin Équipe unifiée de l’ex-URSS 21 s 09 |
| 400 m            | Slobodan Brankovic Yougoslavie 46 s 33               | Andrea Nuti Italie 46 s 37                                     | David Grindley Royaume-Uni 46 s 60                      |
| 800 m            | Luis Javier González Espagne 1 min 46 s 80           | José Arconada Espagne 1 min 47 s 16                            | Tonino Viali Italie 1 min 47 s 22                       |
| 1 500 m          | Matthew Yates Royaume-Uni 3 min 42 s 32              | Sergey Melnikov Équipe unifiée de l’ex-URSS 3 min 42 s 44      | Branko Zorko Croatie 3 min 42 s 85                      |
| 3 000 m          | Gennaro Di Napoli Italie 7 min 47 s 24               | John Mayock Royaume-Uni 7 min 48 s 47                          | José Luis González Espagne 7 min 48 s 92                |
| 60 mètres haies  | Igors Kazanovs Lettonie 7 s 55                       | Tomasz Nagórka Pologne 7 s 69                                  | Jirí Hudec Tchécoslovaquie 7 s 72                       |
| 5 000 m marche   | Giovanni De Benedictis Italie 18 min 19 s 97         | Frants Kostyukevich Équipe unifiée de l’ex-URSS 18 min 25 s 40 | Stefan Johansson Suède 18 min 27 s 95                   |
| Saut en hauteur  | Patrik Sjöberg Suède 2,38 m                          | Sorin Matei Roumanie 2,36 m                                    | Ralf Sonn Allemagne Dragutin Topić Yougoslavie 2,29 m   |
| Saut à la perche | Pyotr Bochkaryov Équipe unifiée de l’ex-URSS 5,85 m  | István Bagyula Hongrie 5,80 m                                  | Konstantin Semyonov Équipe unifiée de l’ex-URSS 5,60 m  |
| Saut en longueur | Dmitriy Bagryanov Équipe unifiée de l’ex-URSS 8,12 m | Konstantin Krause Allemagne 8,04 m                             | Jarmo Kärnä Finlande 7,96 m                             |
| Triple saut      | Leonid Voloshin Équipe unifiée de l’ex-URSS 17,35 m  | Serge Hélan France 17,18 m                                     | Vasiliy Sokov Équipe unifiée de l’ex-URSS 17,01 m       |
| Lancer du poids  | Aleksandr Bagach Équipe unifiée de l’ex-URSS 20,75 m | Aleksandr Klimenko Équipe unifiée de l’ex-URSS 20,02 m         | Klaus Bodenmüller Autriche 19,99 m                      |
| Heptathlon       | Christian Plaziat France 6 418 pts                   | Robert Změlík Tchécoslovaquie 6 118 pts                        | Antonio Peñalver Espagne 6 062 pts                      |

### Femmes
| Épreuves         | Or                                                               | Argent                                                      | Bronze                                                      |
| 60 m             | Zhanna Tarnopolskaya Équipe unifiée de l’ex-URSS 7 s 17          | Anelia Nuneva Bulgarie 7 s 29                               | Nadezhda Roshchupkina Équipe unifiée de l’ex-URSS 7 s 31    |
| 200 m            | Oksana Stepicheva Équipe unifiée de l’ex-URSS 23 s 18            | Iolanda Oanta Roumanie 23 s 23                              | Sabine Tröger Autriche 23 s 35                              |
| 400 m            | Sandra Myers Espagne 51 s 21                                     | Olga Bryzgina Équipe unifiée de l’ex-URSS 51 s 48           | Yelena Golesheva Équipe unifiée de l’ex-URSS 52 s 07        |
| 800 m            | Ella Kovacs Roumanie 1 min 59 s 98                               | Inna Yevseyeva Équipe unifiée de l’ex-URSS 2 min 00 s 26    | Yelena Afanasyeva Équipe unifiée de l’ex-URSS 2 min 00 s 69 |
| 1 500 m          | Yekaterina Podkopayeva Équipe unifiée de l’ex-URSS 4 min 06 s 61 | Lyubov Kremlyova Équipe unifiée de l’ex-URSS 4 min 06 s 62  | Doina Melinte Roumanie 4 min 06 s 90                        |
| 3 000 m          | Margareta Keszeg Roumanie 8 min 59 s 80                          | Tatyana Samolenko Équipe unifiée de l’ex-URSS 9 min 00 s 15 | Rita Marquard Allemagne 9 min 00 s 99                       |
| 60 mètres haies  | Lyudmila Narozhilenko Équipe unifiée de l’ex-URSS 7 s 82         | Monique Ewanje-Epée France 7 s 99                           | Yordanka Donkova Bulgarie 8 s 03                            |
| 3 000 m marche   | Alina Ivanova Équipe unifiée de l’ex-URSS 11 min 49 s 99         | Ileana Salvador Italie 11 min 53 s 23                       | Beate Anders Allemagne 11 min 55 s 41                       |
| Saut en hauteur  | Heike Henkel Allemagne 2,02 m                                    | Stefka Kostadinova Bulgarie 2,02 m                          | Yelena Yelesina Équipe unifiée de l’ex-URSS 1,94 m          |
| Saut en longueur | Larisa Berezhnaya Équipe unifiée de l’ex-URSS 7,00 m             | Marieta Ilcu Roumanie 6,74 m                                | Ludmila Ninova Autriche 6,60 m                              |
| Triple saut      | Inessa Kravets Équipe unifiée de l’ex-URSS 14,15 m               | Sofiya Bozhanova Bulgarie 13,98 m                           | Helga Radtke Allemagne 13,75 m                              |
| Lancer du poids  | Natalya Lisovskaya Équipe unifiée de l’ex-URSS 20,70 m           | Svetla Mitkova Bulgarie 20,06 m                             | Astrid Kumbernuss Allemagne 19,37 m                         |
| Pentathlon       | Liliana Nastase Roumanie 4 701 pts                               | Petra Vaideanu Roumanie 4 677 pts                           | Urszula Włodarczyk Pologne 4 651 pts                        |

## Tableau des médailles
| Rang | Nation          | Or | Argent | Bronze | Total |
| ---- | --------------- | -- | ------ | ------ | ----- |
| 1    | EUN             | 12 | 8      | 7      | 27    |
| 2    | Roumanie        | 3  | 4      | 1      | 8     |
| 3    | Italie          | 2  | 2      | 1      | 5     |
| 4    | Espagne         | 2  | 1      | 2      | 5     |
| 4    | Royaume-Uni     | 2  | 1      | 2      | 5     |
| 6    | Bulgarie        | 1  | 4      | 1      | 6     |
| 7    | France          | 1  | 3      | 0      | 4     |
| 8    | Allemagne       | 1  | 1      | 5      | 7     |
| 9    | Yougoslavie     | 1  | 0      | 1      | 2     |
| 9    | Suède           | 1  | 0      | 1      | 2     |
| 11   | Lettonie        | 1  | 0      | 0      | 1     |
| 12   | Pologne         | 0  | 1      | 1      | 2     |
| 12   | Tchécoslovaquie | 0  | 1      | 1      | 2     |
| 14   | Hongrie         | 0  | 1      | 0      | 1     |
| 15   | Autriche        | 0  | 0      | 3      | 3     |
| 16   | Finlande        | 0  | 0      | 1      | 1     |
| 16   | Croatie         | 0  | 0      | 1      | 1     |